# Defendo
Defendo är ett modernt kampsystem, framtaget för polisiär och militär närstrid med start redan på 1920-talet av Fairbairn. Systemet fortsatte utvecklas under andra världskriget och lärdes ut till de allierades styrkor och är numera det officiella närkampssystemet för Kanadas försvarsmakt. Defendo har senare anpassat till civilt bruk. Defendo har vissa likheter med ex. krav maga. Anhängarna menar dock att Defendo är mindre komplicerat och lägger större fokus vid taktiskt tänkande, stressträning och mental förberedelse jämfört med många typer av Krav Maga.